# プルセバヤ・スラバヤ
プルサトゥアン・スパクボラ・スラバヤ（インドネシア語: Persatuan Sepakbola Surabaya、「スラバヤサッカー協会」の意）は、インドネシア・東ジャワ州スラバヤに本拠地を置くサッカークラブ。一般にはプルセバヤ・スラバヤ（インドネシア語: Persebaya Surabaya）、もしくはプルセバヤ（インドネシア語: Persebaya）の名で知られている。

## 歴史
1927年6月18日にSoerabhaiasche Indonesische Voetbal Bond（SIVB）として設立された。スラバヤには既に別のクラブが設立されていた歴史があるが、そのクラブがオランダ人向けのクラブであった他方、このクラブは設立者の家のインドネシア人向けに作られたクラブであった。そのため、後のインドネシア独立戦争中もこのクラブは活動することが出来た。
1930年4月19日にインドネシアサッカー協会が設立された際の初代メンバーの一つとなった。
1943年にプルシバヤ（Persibaya）に改名した。1951年にプルスリカタンを制覇し、初タイトルを獲得した。1959年にプルセバヤに改名した。
1987年のプルセバヤはPSISスマランに決勝で敗れて2位に終わった。翌1988年の試合でプルセバヤはPSISを落とすためにプルシプラ・ジャヤプラに敢えて0-12で敗北するという試合を起こし、大きな問題になった。結果としてこの企みは成功してプルセバヤが優勝した事も大きな問題となった。
2002年にはPKTボンタン戦で問題を引き起こし勝ち点を没収され、降格の一因となった。2005年には試合放棄をして2年間の活動禁止処分を下された。後に1年半に減刑されたものの、この行動で降格となっている。
2022年10月に起こったカンジュルハン・スタジアムの悲劇ではアウェーチームとして対戦していた。

## 本拠地
本拠地はゲロラ・ブン・トモ・スタジアム。

## サポーター

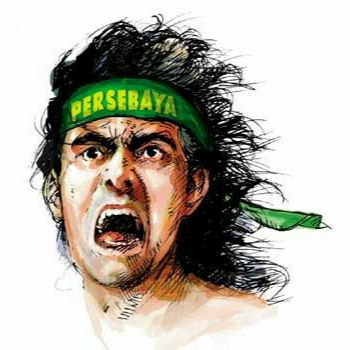
ボネック

プルセバヤのサポーターはボネック（Bonek）と呼ばれ、同国最大規模のサポーター数を誇っている。誇りの歌という曲が定番の応援歌である。
友好的なクラブとしてプルシブ・バンドンを挙げることが出来、両クラブのサポーターが交流している。しかし、プルセリカタン時代は両者はライバル関係にあった。
ライバル関係としては現在はアレマFCが一番大きなライバルとなっており、両者の対決はスーパー東ジャワダービーとして知られている。サポーター同士の衝突の可能性があるため、警察によって別々の入場を課せられる試合となっている。また、上述の1988年の一件以来、PSISスマランとも非常に険悪である。その他、プルスリカタン時代にはプルシジャ・ジャカルタ、PSMマカッサル、先述したプルシブ・バンドンともライバル関係にあった。

## タイトル
- プルスリカタン: 1951, 1952, 1975-78, 1987-88
- リーガ・インドネシア: 1996-97, 2004
- リーガ2: 2003, 2006, 2017
- ピアラ・ウタマ: 1990[13]

## 歴代所属選手
- 内田宝寿 2009-10
- アグー・カスミル 2014
- 丸川太誠 2021-22
- 山本奨 2022-23
- 宋義勇 2023-